# Петровка (Ельниковский район)
Петровка — деревня в Ельниковском районе Мордовии России. Входит в состав Стародевиченского сельского поселения.

## География
Располагается на правом берегу реки Варма, с юго-востока примыкает к деревне Александровка.

## Население
| 2002 | 2010 |
| ---- | ---- |
| 39   | ↘14  |

Национальный состав
Согласно результатам Всероссийской переписи населения 2002 года, в национальной структуре населения русские составляли 97 %.